# Richard Zare
Richard N. Zare (Cleveland, 1939. november 19. –) amerikai kémikus. Jelenleg a Stanford Egyetem kémia professzora. A Kémiai Wolf-díj 2005-ös nyertese.
1961-ben szerezte meg a B.A. szintet majd 1964-ben a PhD szintet a Harvard Egyetemen fizikai és analitikai kémiából. Témavezetője Dudley Herschbach volt. Legismertebb a lézer kémiai felhasználása terén elért eredményeiért. Itt a kémiai reakciókat vizsgálta molekuláris szinten.
A legjelentősebb kémiai újságok elbíráló bizottságának a tagja úgy mint a "Central European Journal of Chemistry", "Journal of Separation Sciences" és a "Chinese Journal of Chromatography".

## Kitüntetései
- Kémiai Wolf-díj (2005)
- Fresenius-díj (1974)
- Michael Polanyi-érem (1979)
- Earle K. Plyler-díj Mulekuláris Spektroszkópiáért (1981)
- National Medal of Science (1983)

## Néhány publikációja
- "Hadamard Transform Time-of-Flight Mass Spectrometry: More Signal, More of the Time," F. M. Fernández, J. R. Kimmel, és R. N. Zare, Angewandte Chemie, 42, 30-35 (2003).
- "Chemical Cytometry on a Picoliter-Scale Integrated Microfluidic Chip," H. Wu, A. R. Wheeler és R. N. Zare, Proc. Nat. Acad. Sci. (USA) 101, 12809-12813 (2004).
- "Laser Control of Chemical Reactions," R. N. Zare, Science, 279, 1875-1879 (1998).
- "Anatomy of Elementary Chemical Reactions," A. J. Alexander és R. N. Zare, J. Chem. Ed.,75, 1105-1118 (1998).
- "Observation and Interpretation of a Time-Delayed Mechanism in the Hydrogen Exchange Reaction," S. C. Althorpe, F. Fernández-Alonso, B. D. Bean, J. D. Ayers, A. E. Pomerantz, R. N. Zare, és E. Wrede, Nature 416, 67-70 (2002).